# Бельке, Фридрих Август
Фри́дрих А́вгуст Бе́льке (нем. Friedrich August Belcke; 27 мая 1795, Лука — 10 декабря 1874, там же) — немецкий тромбонист и композитор.
Бельке родился в семье музыканта Христиана Готфрида Бельке (1767—1838), игравшего на флейте и фаготе, от него же получил первые уроки музыки. Освоив сначала валторну, Бельке-младший начал обучаться игре на тромбоне. В 1815 году он поступил в лейпцигский Гевандхауз-оркестр, а через год был приглашён в Королевский оркестр в Берлине, где работал впоследствии более сорока лет. Музыкант был знаком с Карлом Марией фон Вебером, с которым в 1817 году посетил Дрезден, где выступал с концертами.
Бельке — один из первых в истории (наряду с Карлом Квайссером) сольных исполнителей на тромбоне. Его концертные выступления продемонстрировали публике высокое исполнительское мастерство музыканта: он употреблял новые для того времени приёмы игры на тромбоне — быстрые пассажи, трели и др., инструмент звучал певуче и красиво. Ему также принадлежат многочисленные сольные сочинения для тромбона.